# Air New Zealand

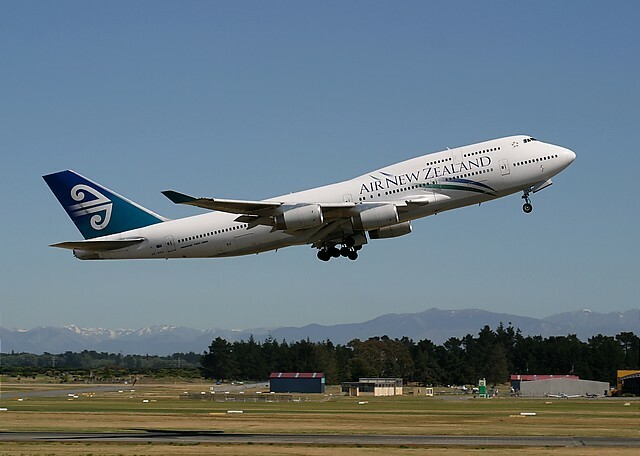
Boeing 747-400 för Air New Zealand som lyfter från Christchurchs flygplats.

Air New Zealand är ett flygbolag från Nya Zeeland. Flygbolaget stardades den 26 april 1940 och namnet var då TEAL, Tasman Empire Airways Limited. 
Den första flygningen skedde den 30 april 1940 mellan Sydney i Australien och Auckland, Nya Zeeland. Flygplanet hade tio passagerare. Resan mellan Sydney och Auckland tog hela 7 timmar och 30 minuter. Flygplanet var registrerat som ZK-AMA och hette "Aotearoa".
Flygbolaget har världens längsta flygförbindelse (med mellanlandning men samma plan), flighterna NZ1 och NZ2 mellan Auckland och London via Los Angeles, som är 19270 km lång. I ett antal år fram till mars 2013 var detta det enda flygbolag där man kunde flyga jorden runt med samma bolag, eftersom rutten Auckland – London via Hongkong fanns tills då.
Flygbolaget ingår i Star Alliance liksom SAS. De flygplatserna där man kan byta mellan SAS och Air New Zealand är London, Los Angeles, Tokyo och Shanghai.

## Flotta

### Nuvarande Flotta
Air New Zealand och dess dotterbolag har följande flygplan i flottan (Januari 2015).

### Historik Flotta
Detta är en lista över tidigare använda flygplan.